# Benitochromis
Benitochromis là chi (sinh học) thuộc họ Cá hoàng đế và là loài đặc hữu ven sông và hồ ở Trung Phi (Cameroon và Guinea Xích Đạo, bao gồm đảo Bioko). Chi cá chứa 6 loài.

## Phân loài
- Benitochromis batesii Boulenger, 1901
- Benitochromis conjunctus Lamboj, 2001
- Benitochromis finleyi Trewavas, 1974
- Benitochromis nigrodorsalis Lamboj, 2001
- Benitochromis riomuniensis Thys van den Audenaerde, 1981
- Benitochromis ufermanni Lamboj, 2001